# ۲۹۶ (قمری)
۲۹۶ (قمری)، دویست و نود و ششمین سال در گاهشماری هجری قمری است. اول محرم این سال برابر با پنجم اکتبر سال ۹۰۸ میلادی است.

## رویدادها
- کودتای عبدالله ابن معتز بر ضد خلیفه مقتدر بالله و اعلام خلافت او با نام مرتضی بالله؛ و سرانجام شکست کودتا و دستگیری و مجازات و قتل عاملان آن حادثه.
- واگذاری فرمانروایی آذربایجان و ارمنستان به یوسف ابن ابی‌الساج از سوی خلیفهٔ عباسی

## وابسته
- اغلبیان

## منبع
- مشکویه رازی، تجارب‌الامم، ترجمهٔ علینقی منزوی، جلد پنجم، چاپ اول، انتشارات توس، ۱۳۷۶